# Grand Prix de Denain 2004
Il Grand Prix de Denain 2004, quarantaseiesima edizione della corsa e valida come evento UCI categoria 1.3, si svolse il 15 aprile 2004 su un percorso totale di circa 201,4 km. Fu vinto dal norvegese Thor Hushovd che terminò la gara in 4h29'33", alla media di 44,83 km/h.
All'arrivo 95 ciclisti portarono a termine il percorso.

## Ordine d'arrivo (Top 10)
| Pos. | Corridore           | Squadra           | Tempo    |
| ---- | ------------------- | ----------------- | -------- |
| 1    | Thor Hushovd        | Crédit Agricole   | 4h29'33" |
| 2    | Mark Scanlon        | AG2R Prévoyance   | s.t.     |
| 3    | Nico Sijmens        | Landbouwkrediet   | a 46"    |
| 4    | Ludovic Auger       | Auber 93          | s.t.     |
| 5    | Borut Božič         | Perutnina Ptuj    | s.t.     |
| 6    | Erwin Thijs         | Mr Bookmaker.com  | s.t.     |
| 7    | Franck Pencolé      | Oktos             | s.t.     |
| 8    | Eelke van der Wal   | Bankgiroloterij   | s.t.     |
| 9    | Jurgen Van De Walle | Chocolade Jacques | a 59"    |
| 10   | Jean-Michel Tessier | Oktos             | a 1'48"  |